# Бушеми
Бушеми (итал. Buscemi) је насеље у Италији у округу Сиракуза, региону Сицилија.
Према процени из 2011. у насељу је живело 1063 становника. Насеље се налази на надморској висини од 757 м.

## Становништво
| 1931. | 1936. | 1951. | 1961. | 1971. | 1981. | 1991. | 2001. | 2011. |
| ----- | ----- | ----- | ----- | ----- | ----- | ----- | ----- | ----- |
| 2.793 | 2.632 | 2.394 | 1.948 | 1.593 | 1.435 | 1.292 | 1.200 | 1.128 |